# Fuentelespino de Haro
Fuentelespino de Haro è un comune spagnolo di 280 abitanti situato nella comunità autonoma di Castiglia-La Mancia.